# Єлимбаєво
Єлимба́єво (рос. Елымбаево, марій. Элымбай) — присілок у складі Марі-Турецького району Марій Ел, Росія. Входить до складу Марі-Біляморського сільського поселення.

## Населення
Населення — 398 осіб (2010; 378 у 2002).
Національний склад (станом на 2002 рік):
- лучні марійці — 88 %